# ガリガリ君
ガリガリ君（ガリガリくん）は赤城乳業が製造、販売する氷菓。同社の登録商標（第2604431号ほか）。

## 概要
1981年に販売開始。以来、赤城乳業の看板商品となり、日本の氷菓の人気商品の一つとして有名となる。
製造方法は「薄いアイスキャンディーの膜（シェル）を作り、その中にかき氷（コア）を入れる」という手法を採用。中に入れるかき氷は同社において「ガリガリ氷」と呼称され、当初大きな粒であったが、年々技術向上によって小さな粒に変更されたことや、2002年には「安心・安全」を打ち出して増粘安定剤を天然ペクチンに変更し着色料は合成品の使用を一切止めるなど、その方針に沿った食品添加物を使用したことにより、ソフトな食感に変移している。
製造本数は年々右肩上がりで、2013年度の総販個数は史上最高の4億7500万本を記録。日経BPコンサルティング「ブランド・ジャパン2014」ではコンシューマー部門（BtoC編）総合第14位、総合力上昇ランキング8位にランクインした。
売上は基本的に夏高冬低傾向となっており、年間通じて7月が一番が多くて2月が一番少なくなっている。
ガリガリ君の知名度を押し上げる一因となった特徴的なCMソング「ガリガリ君のうた」はポカスカジャンが作詞・作曲し、歌も担当しており、2003年8月20日にはCD化された。

## 当たり

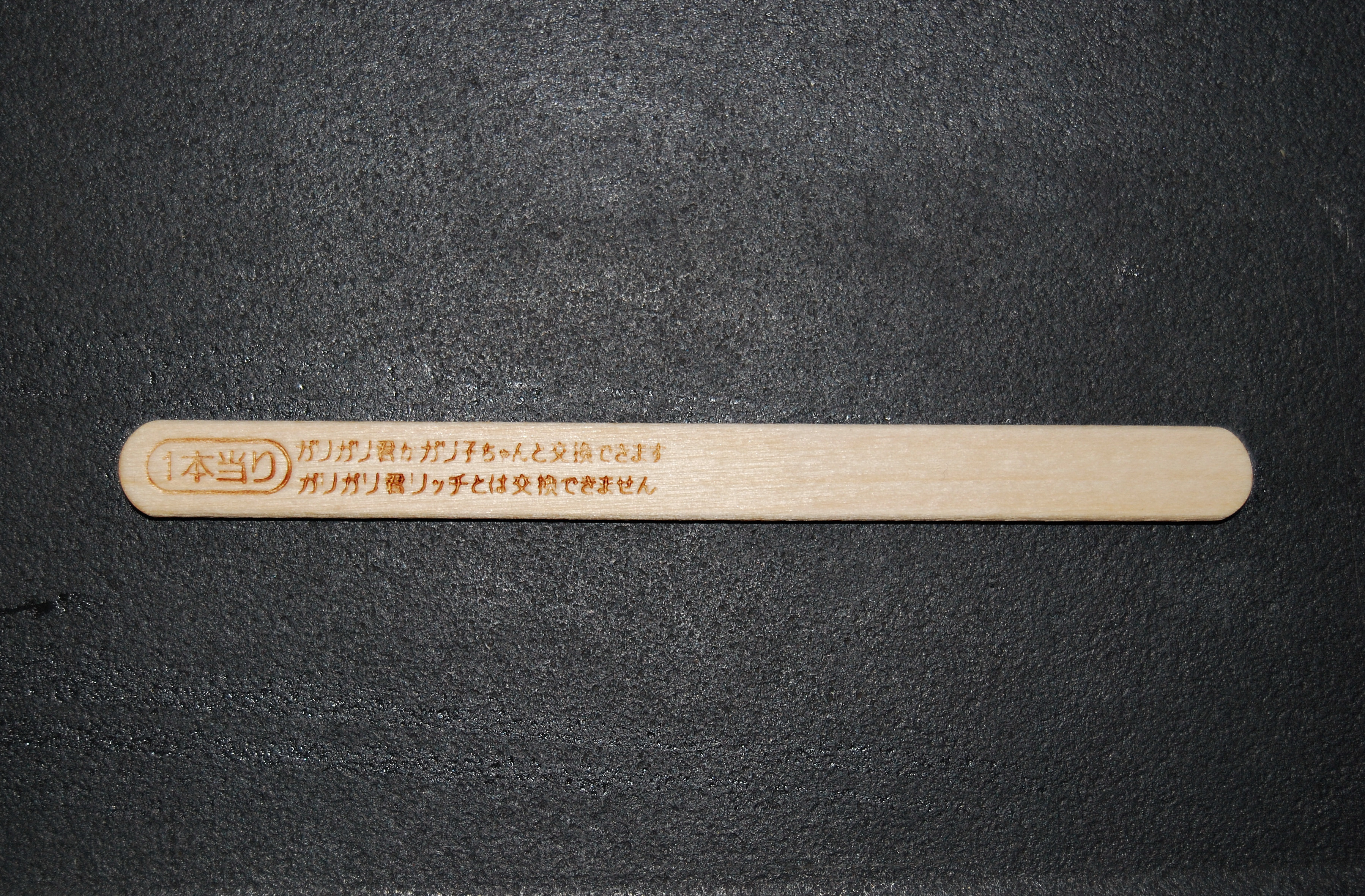
ガリガリ君（通常品）の当りスティック。左側に「1本当り」と焼印で表示され、その隣には「ガリガリ君かガリ子ちゃんと交換できます、ガリガリ君リッチとは交換できません」との説明がある。

商品の付いている棒には当りくじがあり、通常品とリッチシリーズでは特典商品が異なる。通常品は焼印で「1本当り」と表示された棒が出たら当りで、買った店において当り棒（同社では「当（た）りスティック」とも呼称）と商品1本を無料で引き替えることができる。
リッチシリーズの当りでは、当り棒を応募することでプレゼントの品物をもらうことができる。当たりの割合について、赤城乳業は『ガリガリ君の当たりの確率は、景表法という法律に則って、公正に調節致しております。具体的な確率については、申し上げられませんが、その範囲内で還元させて頂いております』と説明している。
店頭で回収された当たり棒は一旦センターに収集し、そこで棒と金銭が交換されるシステムであり、店頭における当たり棒の交換率は2000年代後期において、通常品のガリガリ君では5人に1人程度となっている。

## マスコットキャラクター
マスコットキャラクターは商品名と同じ「ガリガリ君」で苗字は無く「永遠の小学生」という設定。基本的にいがぐり頭でTシャツ姿に半ズボンスタイルで、口が顔の幅より倍ほど大きく、常に歯をむき出しにしている。
ガリガリ君の妹「ガリ子ちゃん」（後述）は幼稚園児で年齢は不明の設定となっている。由来は中国からの研修生が研修期間中の日誌で提出したもので、それが採用された。現在の家族設定はこの兄妹2人のみとなっている。
2000年代前半以降、子供達の興味関心を惹き話題性も高いキャラクターとしてガリガリ君が成長したことから、赤城乳業は販促活動をスムーズに行うため、子会社「ガリガリ君プロダクション」を設立して、精力的にキャラクタービジネスを行っている。

### 過去の設定・キャラクター
2000年のリニューアル以前は、下記のように家族やキャラクターの設定が一部異なっていた。
- ガリガリ君 - 中学3年生（15歳）
- 妹 - ガリナ（4歳）
- 弟 - カジロー（7歳）
- 祖父 - 冷蔵（76歳）
- 祖母 - ハナ（78歳）
- 父 - ひろし（45歳）
- 母 - かおり（47歳）
- いとこ・弟 - ソフト君（後述）

## 歴史
1970年代後期、赤城乳業は第二次オイルショックによるコスト高を吸収するため各種商品を値上げしたが、大手メーカーは値上げを見合わせた影響により、当時主力商品であった「赤城しぐれ」を始めとする同社商品の売上は低迷し、工場ラインも停止するなど会社設立以来初めて危機的状況に陥り、このピンチを打破するために新商品の開発が行われた。
開発陣から苦悩の末に「赤城しぐれ」をワンハンドで食べられるようにするというアイデアが捻出され、それを具体化してガリガリ君の源流となった商品、ゼリーでかき氷を固めた棒スティックタイプのアイスを1980年に発売、売上を伸ばした一方でアイスが袋の中でバラバラになってしまうクレームも多発、総合的には失敗に終わった。
これらの反省点を元に、商品コンセプト「遊びに夢中の子供が片手で食べられるかき氷」にて開発が進められ、それに伴いかき氷を使用しながらも型崩れしない棒アイスの構造・製造方法が模索された。
そして、「薄いアイスキャンディーの膜（シェル）を作って、その中にかき氷（コア）を入れる」という製造方法が編み出された事により、問題点が克服された。
商品名は氷をかじった時の擬音から「ガリガリ」でほぼ決まりかけていたが、スタッフ一同物足りなさを感じていたところ、社長（当時）が「じゃあ、『君』を付けようよ」と提案し採用され『ガリガリ君』となった。キャラクターも欲しいとの要望があり、名前に見合ったものが社内でデザインされ、当時は「“昭和30年代のガキ大将”をモチーフにした中学3年生」の設定だった（リニューアル後「小学生」に変更）。
1981年、当たり付きアイスキャンディーとして『ガリガリ君』を発売、価格は1本50円、当初のフレーバーはソーダ・コーラ・グレープフルーツ。1980年代前半、アイスキャンディー売り上げの60%を駄菓子屋などの一般小売店が占め、その売り場の大部分を大手メーカーが抑えており、ガリガリ君は置き場所の確保も困難だったことから売上が苦戦していたが、販路を当時数を増やしつつあったコンビニエンスストアを販売ルートのメインとする展開を行い、各チェーンの名を冠した「ガリガリ君」を販売したり、季節限定商品を投入するなど、コンビニエンスストアの販売促進を強化した結果、ガリガリ君のコンビニエンスストアにおける販売金額は10年間で約3倍にまで伸びた。
1990年、同業他社のアイス商品が10円値上げされたが、過去の経験からガリガリ君は値上げを保留し、1年後の1991年に50円から60円に値上げを実施したが売上は落ちず、1990年代前半には年4回コンビニ用フレーバーを投入するなどの要因により、1994年には当時の過去最高販売本数6600万本を達成。
1995年以降、他社からガリガリ君と同様のアイスが発売されたことにより競争が激化、1997年には7本入りのマルチパックを発売してスーパーマーケットへと販路拡大、1990年代後半にて売上は右肩上がりだったものの勢いはなく緩やかになっており更に鈍化傾向が見られたことから、状況打開するには何が必要か知るため、1999年に数万人規模の大掛かりな消費者調査を行い、その結果、商品キャラクターのガリガリ君が全体的に不評、特に若い女性層には全否定に近い意見が多勢を占めるなど、同社にとって衝撃の事実が判明した。
2000年春、消費者調査の結果を分析して全面リニューアル、不評のキャラクターデザインは外部のデザイナーを起用し3D化、年齢設定を中学生から小学生に変更、初めてテレビCMを実施し「ガリガリ君」を連呼する内容が評判となって認知度が上がったことから西日本のスーパーマーケットチェーンにも販路を拡大、これらの効果などから同年の販売本数は1億本を突破。更にシーズンごとに新フレーバーを出す戦略でガリガリ君の年間商材化に成功、2004年には1億4,800万本を達成。
しかし、同年にキャラクター調査を行った雑誌において「ガリガリ君」が、嫌いなキャラクター第4位に選出されているのを同社マーケティング担当者が発見してしまったが、同じページに「商品や企業自体は嫌いではない」という調査結果もあったことから、ガリガリ君のキャラクターイメージアップのため、商品自体に対して持たれていたプラスのイメージを活用し、キャラクターを中心にさまざまな話題を提供しアイス売り場に客を集め、その接点をもっと楽しく演出する展開が行われ、そのひとつに複数種類のフレーバーを虹のように並べた企画「レインボー売り場」が2005年には7種類、2006年には10種類に拡大して行われて親子層の興味を強く惹きつけた。

本庄千本さくら『5S』工場

2005年より、費用対効果と話題性が高い他業界とのコラボレーション企画を展開し、「ガリガリ君」アイテムの文具や玩具、ガリガリ君主人公漫画の雑誌掲載、ガリガリ君登場のゲームソフト制作、箱根小涌園で期間限定「ガリガリ君温泉」などを実施。
2006年にガリガリ君は25周年を迎え、ガリガリ君の世界観「元気で、楽しく、くだらない」をより多方面に拡大するためのプロモーションを頻繁に実施、ファンクラブ「ガリガリ部」設立、同社側も意識的に口コミを活用開始、新フレーバー投入頻度が年4回から2カ月ごとに変更、冬季販売強化対策に新ラインナップとしてガリ子ちゃんやリッチシリーズが新たに加わるなど、精力的な展開を行った。
2007年には、コンビニなどの人気によるガリガリ君需要増により、自社工場を24時間操業したり同業他社の工場に生産委託しなければ供給が追いつかない現状の対策として、同社は埼玉県本庄市に冷果工場を新設して増産対応を決定（2010年2月より「本庄千本さくら『5S』工場」として稼動開始）。これらの要因から販売本数実績は、2008年に2億5500万本と過去最高を達成し、2009年は日照不足による天候不順の影響で2億4500万本と前年比減であったが、「ガリガリ君」は日本一売れているアイスキャンディーとなっている（2009年時点）。
2010年夏、猛暑の影響でガリガリ君の販売数量は通常を大きく上回る状況が続き、品薄状態となったため同社公式サイトで『「ガリガリ君」（各種）品薄状態についてのお詫び』を同年8月3日発表した。その後、増産体制が整い各種品薄状態が徐々に解消し、最後に残ったソーダについても品薄状態を解消し安定供給の目処がたったため、2010年9月28日より積極的な販売を再開した。
2012年9月4日、リッチシリーズの新作として異色のフレーバー「コーンポタージュ味」を9月 - 10月に期間限定で発売。発売後、インターネット上などで話題を呼び、ブログや情報サイトで食べ方・調理・実験などが取り上げられたり、味に関して肯定・否定の意見が飛び交っていた。
しかし、ソーダ味の2倍売れるという予測を大幅に上回る販売数量に製造が間に合わずわずか2日で販売休止になり、2013年3月26日に再開した。
2014年5月17日、タイ王国で発売開始。
2014年には「ナポリタン味」を発売し、話題にはなったが当初の計画ほどは売れず、約3億円の損失を出す。同年、初めて売上が2桁ダウンを記録した。
2016年4月1日より、ガリガリ君を含む赤城乳業製品の値上げにより、税別希望小売価格は25年ぶりに10円値上げされ70円となった。また、同日と翌2日限定で、本社工場前に役員と社員が登場し、25年も価格を据え置きにしてきたが、値上げに踏み切ったことを深々と一礼して謝罪するCMが放映された。BGMにはその名の通り「値上げ」（歌：高田渡）を使用し、あたかも役員と社員の気持ちを代弁しているかのような仕上がりとなった。この年、3年ぶりに売上が盛り返し、販売本数が4億1500万本に回復した。
また開発当時、カップアイスしかなかった氷菓において、棒付きのアイスキャンデーを開発し販売したとして、同年度のグッドデザイン賞を受賞した。
2017年には「地域貢献」「社会貢献」をテーマに、2月に山梨県とコラボした「ガリガリ君リッチ 黒みつきなこ味」を、3月に熊本県のマスコット・くまモンとコラボした「ガリガリ君 九州みかん味」を投入し、どちらも好評であった。
2019年6月21日、第24回日本緩和医療学会学術大会にて、緩和医療を受ける患者の食の維持に貢献したとして、「最優秀緩和ケア食の維持賞」を受賞した。バータイプではなく、コーティングがないカップタイプが注目されている。
2023年3月、ガリガリ君ソーダ、コーラ、グレープフルーツの3種類を約20年ぶりにリニューアル。かき氷の部分の純氷を従来よりも荒く削り、大きい氷の割合を増やしてより爽やかな後味になるよう調整された。

### 販売本数
|      | 販売本数    |
| ---- | ----------- |
| 1997 | 7200万本    |
| 1998 | 7500万本    |
| 1999 | 8600万本    |
| 2000 | 1億700万本  |
| 2001 | 9500万本    |
| 2002 | 1億500万本  |
| 2003 | 1億2000万本 |
| 2004 | 1億4800万本 |
| 2005 | 1億5200万本 |
| 2006 | 1億5800万本 |
| 2007 | 2億2300万本 |
| 2008 | 2億5500万本 |
| 2009 | 2億4500万本 |
| 2010 | 3億500万本  |
| 2011 | 3億8500万本 |
| 2012 | 4億3800万本 |
| 2013 | 4億7500万本 |
| 2014 | 4億3000万本 |
| 2015 | 4億1000万本 |
| 2016 | 4億1500万本 |

## ラインナップ
通年商品はソーダのみで、他は期間・季節限定での販売となることが多い。これまでの発売種類は50種類以上。
人気が高かったフレーバーとして2009年時点では「mango」味が挙げられ、2010年代では季節フレーバーの中でも最も人気の高い「梨」味が挙げられている。逆に不振であったフレーバーは、ミント系の流行に乗りソーダと別方向の爽快さを目指した「グレープミント」「シトラスミント」味が挙げられている。2014年の「ナポリタン」味は特に不評で、3億円の損失になったという。
2017年から発売された「九州みかん」はみかん果汁7％のうち約70％は熊本県産のみかん果汁を使用している。パッケージでくまモンとコラボしており、商品の売上の一部が熊本地震復興支援として寄付された。
限定ラッピングとしては日本サッカー協会とライセンス契約を結んで発売した「ガリガリ君 SAMURAI BLUE」（ソーダ味）などがある。

### 商品一覧
通年・過去品、期間・季節限定品、発売時期等順不同。

#### 通常品
- Wグレープ
- Wみかん
- ゆず
- びわ
- いちご
- グレープ
- グレープフルーツ
- コーラ
- ゴールデンパイン
- ソーダ
- 梨
- 白桃
- すもも
- ピーチクーラー
- ふじりんご
- 青りんご
- マンゴー
- 夕張メロン
- ヨーグルト
- レモン
- ぶどう
- ホワイトサワー
- 南国パイン
- マスカットオブアレキサンドリア
- マスカット
- 巨峰
- 赤ぶどう
- ゴールデンキウイ
- オレンジ - 2010年10月26日発売
- はじけるぶどう - 2010年11月30日発売
- はちみつレモンスカッシュ - 2011年1月11日発売
- 九州みかん - 2017年3月7日発売[47]

詳細は赤城乳業・ガリガリ君公式サイトを参照。

#### リッチシリーズ
- ミルクミルク
- チョコチョコ
- 紅白いちごミルク
- バニラバニラ
- プリンプリン
- 白銀ミルク
- 杏仁マンゴー
- ロイヤルミルクティー
- ミルクミルクミルク練乳
- チョコチョコチョコチップ
- ミルクキャラメル味
- コーヒーゼリーミルク味
- チョコバナナ
- いちごミルクチョコチップ
- 温泉まんじゅう
- さくら餅
- コーンポタージュ[49]
- あずき大福
- クレアおばさんのシチュー味[50] - 江崎グリコ「クレアおばさんのシチュー」とのコラボ商品。
- ナポリタン味[51]
- ほどばしる青春の味（青リンゴ味） - 4人組ロックバンド「GReeeeN」とのコラボ商品。CMソングもGReeeeNが歌っている。
- コーヒーオレ（ミルクコーヒー味） - 日本コカ・コーラ「ジョージア エメラルドマウンテンブレンド」とのコラボ商品。
- コンソメMパンチ - カルビーポテトチップスとのコラボ商品。ミルク味のアイスに「コンソメWパンチ」風味のかき氷が入っている。カルビーキッチンで限定発売[52]。
- メロンパン味 - メロン味のアイスの中にメロンパンの皮（表面の固い部分）のみじん切りされたものが入っている。2016年11月15日発売開始。
- チョコミント - 2018年に発売開始。2019年、2020年にも発売されている。
- 黒みつきなこもち味 - 桔梗屋とのコラボ商品。
- たまご焼き味 - 2019年10月1日に発売開始。値段は140円。消費税10%増税後に初めて発売された。
- レーズンバターサンド味
- ピスタチオ味

#### 大人なガリガリ君シリーズ
- グレープフルーツ
- 白桃
- 白桃（マルチパック） - 2016年発売。2018年にはパッケージのガリガリ君の瞳がハートに変更して再発売。
- レモン
- ぶどう - 2016年と2017年に発売。
- 贅沢いちご
- ぶどう（マルチパック） - 2017年発売。パッケージを変更し2019年と2020年にも発売された。
- マンゴー
- ゴールドキウイ
- レモン（マルチパック） - 2018年発売。ポケモンとコラボしたパッケージも登場（翌2019年も発売された）。
- マスカット
- バナナ
- ゴールデンパイン - 2019年発売。今回よりパッケージデザインが横から縦に変更。翌2020年にも発売された。
- 和梨
- 巨峰 - 2019年発売。翌2020年にも発売された。
- いちご（マルチパック）
- メロン
- ゴールデンパイン（マルチパック） - 2020年発売。ポケモンとコラボしたパッケージも登場。
- ピンクグレープフルーツ

#### カップシリーズ
ガリガリ君の新シリーズとして姉妹品のシャリシャリ君に続く新提案商品で、30周年の記念に新しい食べ方の提案「スプーンで食べる」ガリガリ君として発売。
ソーダミルクプレミアム
2011年9月13日より期間限定発売したガリガリ君史上初のカップ商品。「ガリガリ君ソーダといっしょに食べて一番おいしいアイスクリーム」のコンセプトを元に開発。好評につき客の要望に応え、2012年5月15日から同年8月に再度期間限定発売された。
ショコラショコラプレミアム
カップシリーズ第2弾として2012年8月28日より期間限定発売されたカップ商品。ロイズコンフェクトと同社の共同企画商品で、チョコレートはロイズチョコレートを使用。チョコレートのカキ氷の真ん中に濃厚なプレミアムチョコレートアイスクリームを入れ、それぞれの食感と味の変化が楽しめる内容に仕上げた。

## 姉妹品
ソフト君
かつて秋冬向け商品として1985年に発売されたラクトアイス。マスコットキャラクターのソフト君はガリガリ君の弟や1990年代後半ではいとこの設定であった。
2021年12月にキャラクターデザインを一新したうえでアイスクリームとして再発売された。
カジロー
かつて冬向け商品として1995年・1998年に発売された。プリン味のラクトアイスで、マスコットキャラクターのカジローは弟の設定であった（前述）。
ガリ子ちゃん
2006年11月発売。ガリガリ君のソーダ味にソーダフレーバーのクリームをプラスしたアイスキャンディー。2005年冬シーズンは寒冬の影響でガリガリ君の売上が大不振であり別の秋冬向け商品が必要であると判断されたこと、ガリガリ君生誕25周年記念の一環として新展開案があったこと、この2要件が重なったことによって誕生した。現在はやわらかオレンジヨーグルト味、クリームレモン味、クリームメロン味、やわらかクリームソーダ味、ブルーベリーヨーグルト味、クリームバナナ味、クリームりんご味も発売中。
シャリシャリ君
ソーダバニラ
2005年に2か月間、2006年夏の2シーズンのみ発売。「すう」ガリガリ君として新提案し、ソーダバニラ味で容器は「シャリシャリ君」の形状になっていた。材料は通常のガリガリ君と同様のソーダ味かき氷であり、空気を多く取り入れる製造装置を使用してソフトな食感に仕上げた。マスコットキャラクターのシャリシャリ君はガリガリ君が仮面ライダー一号に似た変身ポーズを取り、「へんし〜ん」と言う事によって変身した姿。胸に「S」のマークがついている。同社としては自信作の商品が地味で不発に終わっているが、その様子や背景も含めてファンがネタにしたことで最終的には良化した結果を得たとの見解を示した。2011年には「華麗なる失敗作」として各メディアで紹介された。
ソーダ
2012年夏にソーダ味で復活し「シャリシャリ君ソーダ」として、東京都と東北6県のコンビニエンスストアで同年7月10日から数量限定で発売した。

Ribbonナポリンアイス
2012年3月に北海道限定で発売。リボンナポリン（サッポロ飲料、現・ポッカサッポロフード&ビバレッジ）とのタイアップ商品で、同社では「ガリガリ君の公認ライバル」としている。

## 関連商品・コラボレーションなど
- 日本テレビの「ダウンタウンのガキの使いやあらへんで!!」の出囃子でガリガリ君ならぬ「ガキガキ君」をパロディとして放送したことがあり、会社が宣伝効果に感謝し、ダウンタウンの松本人志にガリガリ君を山ほど送ったことがある。知名度も上がった。2009年12月31日に放送された同番組の大晦日年越しスペシャル「絶対に笑ってはいけないホテルマン24時」にて、パッケージにかつての番組スタッフであった、菅賢治元チーフプロデューサー（ガースー）の顔イラストをあしらったパロディ商品「スガリスガリ君」（非売品）が登場し、スタジオトークでは、『スガリスガリ君』を実食した。2011年12月31日に放送された同番組の大晦日年越しスペシャル「絶対に笑ってはいけない空港24時」内の1つ「驚いてはいけない空港」でも「オヤジガリガリ軍団」として、バイクに乗った姿でガキ使メンバー4人とヘイポー（斉藤敏豪）を追いかけるシーンでの出演を果たしている。また相方である浜田雅功も自身が出演する「ジャンクSPORTS」で当時共演していた金子賢とテーマソングを歌ったところ大量のガリガリ君が送られてきたという。
- 電気グルーヴのピエール瀧が、雑誌企画で赤城乳業のガリガリ君製造工場を見学し、そのあまりの壮大な光景（天井から数え切れない程の数のガリガリ君がぶら下がっていた）に感銘を受け、タイトルもそのまま「ガリガリ君」という楽曲を作った事がある。それが縁で、一時期ガリガリ君のキャンペーンで同タイトルのCDが賞品の1つとなった事もあった。
- 中尾彬がガリガリ君のファンであり、『日本一美味しいスイーツ』と評している。2009年1月2日放送『浜ちゃんが! 新春鑑定豪華オークションSP』（日本テレビ系、読売テレビ制作）で中尾の好きなガリガリ君マンゴー味が販売中止されたのをキッカケに、会社側で中尾用に世界に1つだけのガリガリ君「中尾彬専用スペシャルマンゴー味」というパッケージを作成した。特徴としてガリガリ君は笑顔で口を大きく開け、首元にねじねじのネクタイを巻いている。また、品物の鑑定と競売が行われ、査定金額が8062円（価値+額縁代で8000円 当たり棒分で62円）で、落札価格は6000円だった。
- 2005年3月、小学館から創刊されたコロコロイチバン!にて小ガエルによるガリガリ君の漫画が連載開始。2016年4月号まで続いた。
- 2007年にはバンダイよりガリガリ君入浴剤が発売された。入浴剤にはプラスチックの棒がついており、形状はアイスのようになっている。香りもソーダ、コーラ、グレープ、オレンジとアイスにちなんでいる。
- 2007年からは、気象予報会社のウェザーマップとのコラボレーション企画「ガリ天」が毎夏公開されている[61]。ここでは、全国各地の気温や湿度などの気象データをもとに、ガリガリ君の欲しさをガリガリ君の本数で表現する「ガリ指数」を毎日発表している。指数は「1ガリ」「2ガリ」「3ガリ」「箱ガリ」の4段階となっている。これに加えて、「お天気マネージャー」と称する気象予報士が、毎日天気に関するアドバイスを伝えている。
- 製造法が「週刊アスキー」のコミック「カオスだもんね!」のレポート回にて紹介された事がある。
- 2010年7月12日、ハナヤマより「ガリガリ君パズル」シリーズが発売された。その名の通りガリガリ君を外装・中身共に忠実に模した組み立て型パズル玩具で、難易度の低い順に「グレープフルーツ」「ソーダ」「コーラ」の3種類が存在する[62]。
- 2010年7月31日放送「〜あらゆる世界を見学せよ〜潜入!リアルスコープ」（フジテレビ系）でガリガリ君が取り上げられた際、赤城乳業が薦める飲食方法として焼酎の中にガリガリ君を入れ溶かして飲む「ガリガリッ酎」と、おろし金でガリガリ君をすりおろす「スリガリ君」が紹介された[63]。
  - 「スリガリ君」に関しては、タカラトミーが『おかしなカキ氷 ガリガリ君』として2011年6月に商品化している。これはガリガリ君を『おかしなカキ氷 ガリガリ君』本体にセットし、回すものである。色はソーダ色（水色）とイチゴ色（ピンク）の2種類[64]。
  - 「ガリガリッ酎」についても、大庄系列の居酒屋（庄や、やるき茶屋等）で2011年5月頃より「ガリガリ君サワー」の名称で販売されている。
- 2012年7月19日、ライオンより子供用薬用ハミガキ「ライオンこども ハミガキ」の限定香味としてソーダ香味とパイン香味を数量限定で発売[65][66]。翌年以降も夏季から数量限定で発売されており、2013年7月17日発売品はソーダ香味とコーラ香味が[67]、2014年7月18日発売品はソーダ香味と梨香味が[68]、2015年7月1日発売品はソーダ香味とレモンスカッシュ香味が[69]、2016年7月1日発売品・2017年6月30日発売品・2018年6月29日発売品・2019年6月28日発売品・2020年7月1日発売品は5年連続でソーダ香味とコーラ香味が発売されている[70][71][72][73][74]。2020年7月1日には、「ライオンこども ハミガキ」との同時発売で同社のオーラルケアブランド「クリニカ」のデンタルフロス「アドバンテージ なめらかスリムフロス」にも数量限定でコーラ香味がラインナップされた[74]。
- 漫画『だがしかし』（コトヤマ作）では、作品に登場した駄菓子の商品名が実名で紹介されているが、「ガリガリ君」に関しては赤城乳業からの許可が得られなかった為「ゴリゴリ君」というガリガリ君に似せた形の架空の商品名で紹介された。
- 赤城乳業のある地元のローカル私鉄秩父鉄道と、2014年から毎年夏休み期間中にコラボレーションを実施している[75][76]。主なイベントは、車両への特製ヘッドマーク掲示、SLガリガリ君エクスプレスの運行、記念乗車券類の発売、ガリガリ君撮影パネルの設置、スタンプラリーの実施[77]などである。
- 2016年〜2017年の冬期期間、JR東日本のスキーキャンペーン・JR SKI SKIとのコラボレーションを実施する[78]。
- 2017年6月6日、フジテレビ系「ノンストップ!」のあるコーナーの中で、ガリガリ君の"季節限定味"を紹介した際、その中で実在しない(ファンアート)「火星ヤシ味」を架空のパッケージの画像とともに紹介してしまい、同番組は翌7日の放送で謝罪した[79]。
  - なお、火星ヤシはテレビアニメ『機動戦士ガンダム 鉄血のオルフェンズ』に登場する架空の果実であり、「火星ヤシ味」のパッケージイラストも作中で「ガリガリ」と呼ばれることのあったガエリオ・ボードウィンをガリガリ君調にしたものである[80]。
- 2020年6月、ポケットモンスターの映画（2019年に公開された劇場版ポケットモンスター ミュウツーの逆襲）とのコラボレーションを実施。当たり棒が出たら非売品のポケモンカードと交換する企画が行われたが、当たり棒を偽造する者が現れ、後日、埼玉県警深谷署により詐欺未遂容疑で逮捕されている[81]（その後さいたま地方検察庁熊谷支部により不起訴となった）[82]。
- 2022年6月18日には、タカラトミーのミニカー「トミカ」に工場からの輸送に使用されている連結全長21mの冷凍フルトレーラ[83]をモデルにしたロングタイプ仕様の「ガリガリ君フルトレーラー」が発売された。